# Ioan Cordoș
Ioan Cordoș (n. 15 iunie 1956, Vărșand, județul Arad) este medic primar român specializat în chirurgie toracică și chirurgie generală, cu supraspecializări în mediastinoscopie, chirurgie laparoscopică, chirurgie toracică. Doctor în științe medicale, managerul Institutul de Pneumoftiziologie „Marius Nasta” din București și șeful clinicii de chirurgie toracică din acest institut. Specialist renumit în reconstrucția esofagiană și abordarea videomediastinoscopică transcervicală a bronhiilor.

## Biografie
Din anul 2003 doctor în medicină cu lucrarea "Transpoziția intratoracică a stomacului în tratamentul chirurgical al stenozelor esofagiene" (având ca conducător științific pe profesorul Radu Șerban Palade).
În 1994 devine medic specialist chirurgie generală în cadrul Serviciului II Chirurgie generală din Spitalul Clinic de Urgență Militar Central, iar din 1998 – medic primar chirurgie toracică. Din 2001 este medic primar chirurgie generală.
A urmat mai multe cursuri postuniversitare, printre care chirurgia de graniță toraco-abdominală, chirurgia mediastinului, traumatismele toraco-abdominale și toracice, tehnici de chirurgie toracică, chirurgie laparoscopică și colecistectomia,  chirurgia traheei și a peretelui toracic, folosirea laserului în chirurgie.
Are competență în bronhologie și chirurgie toracoscopică și o supraspecializare în traumatologie toracică și chirurgie esofagiană.
A efectuat în 2001 prima intervenție de rezecție pulmonară cu conservarea parenchimului la un pacient cu cancer bronhopulmonar, care și 2012 se afla într-o stare de sănătate deplină.
Datorită meritului recunoscut profesional în chirurgia toracopulmonară a fost numit ca moderator la Congresele European Respiratory Society (ERS) din anii 2007, 2008, 2009, 2010 și 2011 și la Congresul Mondial de Chirurgie Cardio-toracică din Kos, Grecia care a avut loc în 2008.
Este specialist în patologia chirurgicală a plămânului și pleurei, peretelui toracic, mediastinului (intervenții chirurgicale în scop diagnostic și terapeutic, gușile cervico-mediastinale, timoamele etc.), traheei și esofagului, precum și patologia chirurgicală a stomacului și sânului (afecțiuni și tumori benigne și maligne).
A fost președinte executiv al Societății Române de Chirurgie Toracică în perioada 2009-2013.
Printre pacienții operați se numără actorul Gheorghe Visu și antrenorul Mircea Lucescu.
Pe data de 16 aprilie 2010 s-a numărat printre cei 50 de medici premiați de președintele României Traian Băsescu, primind Ordinul Meritul Sanitar în grad de Cavaler.

## Articole publicate
- Radulescu I, Popescu R, Cirstoiu M, Cordos I, Mischianu D, Cirstoiu C. Surgical treatment for pulmonary metastases in urogenital cancers. J Med Life. 2014 Sep 15;7(3):358-362.
- Stoica R, Macri A, Cordoș I, Bolca C. Whole lung lavage for pulmonary alveolar proteinosis after surgery for spontaneous pneumothorax. J Med Life. 2012 Sep 15;5(3):311-5.
- Stoica R, Cordoș I. Surgical and anesthetic coordination during tracheal and carinal resections and reconstruction. Chirurgia (Bucur). 2007 Nov-Dec;102(6):681-6.
- Cordoș I, Orghidan M, Paleru C, Strâmbu I, Codreș M, Cadar G, Stoica R, Crișan E. Metachronous bronchial carcinoma--three years after right upper lobectomy. A case report. Pneumologia. 2005 Jul-Sep;54(3):145-8.
- Crețu CM, Codreanu RR, Mastalier B, Popa LG, Cordoș I, Beuran M, Ianulle DA, Simion S. Albendazole associated to surgery or minimally invasive procedures for hydatid disease--how much and how long. Chirurgia (Bucur). 2012 Jan-Feb;107(1):15-21.
- Piccoli L, Bazzocchi C, Brunetti E, Mihailescu P, Bandi C, Mastalier B, Cordos I, Beuran M, Popa LG, Meroni V, Genco F, Cretu C. Molecular characterization of Echinococcus granulosus in south-eastern Romania: evidence of G1-G3 and G6-G10 complexes in humans. Clin Microbiol Infect. 2013 Jun;19(6):578-82.
- Cordos I, Bolca C, Paleru C. Main bronchial sleeve resection with pulmonary conservation. J Med Life. 2008 Apr-Jun;1(2):130-7.
- Cordoș I, Bolca C, Paleru C. Recommendations for surgical treatment of nonsmall cell lung cancer. Pneumologia. 2009 Apr-Jun;58(2):135-40.
- Bolca C, Istrate A, Codresi M, Cordos I. Giant fibrovascular esophageal polyp. Eur J Cardiothorac Surg. 2011 Apr;39(4):e80.
- Cordoș I, Istrate A, Codreși M, Bolca C. Giant fibrovascular esophageal polyp misdiagnosed as achalasia. Chirurgia (Bucur). 2012 Jul-Aug;107(4):518-20.
- Mihălțan F, Ulmeanu R, Cordoș I. The First Romanian National Conference on Lung Cancer--an "exercise" in multidisciplinary approach, July 5-6, 2013. Pneumologia. 2013 Jul-Sep;62(3):188-9.
- Bobocea AC, Paleru C, Lovin C, Dănăilă O, Bolca C, Stoica R, Cordoș I. Videomediastinoscopic transcervical approach of postpneumonectomy left main bronchial fistula. Pneumologia. 2012 Jan-Mar;61(1):44-7.
- Bobocea AC, Trandafir B, Bolca C, Cordoș I. Minimally invasive surgery in cancer. Immunological response. Chirurgia (Bucur). 2012 Mar-Apr;107(2):154-7.
- Cordos I, Bolca C, Paleru C, Posea R, Stoica R. Sixty tracheal resections--single center experience. Interact Cardiovasc Thorac Surg. 2009 Jan;8(1):62-5; discussion 65.
- Ciprian B, Stoica R, Paleru C, Cordoș I. Respiratory complications following resection and reconstruction of the esophagus. Pneumologia. 2012 Oct-Dec;61(4):237-9.
- Paleru C, Dănăilă O, Bolca C, Cordoș I. [Complications of mediastinoscopy. Pneumologia. 2009 Jan-Mar;58(1):39-40, 42.
- Crișan E, Croitoru A, Ulmeanu R, Alexe M, Cordoș I, Galie N, Saon C, Paleru C, Cadar G, Stoica R, Ion I. Iatrogenic tracheal stenosis in patients with COPD: a medico-surgical challenge. Pneumologia. 2013 Jul-Sep;62(3):141-4.
- Cordoș I, Saon C, Paleru C, Posea R, Stoica R, Ulmeanu R, Crișan E, Dănăilă E, Orghidan M, Alexe M, Bliorț S. The indications of bronchial resection and anastomosis in lung cancer. Pneumologia. 2001 Apr-Jun;50(2):109-14.
- Strâmbu I, Cordoș I, Stoica R, Andreescu I, Stoicescu IP. Right pneumonectomy for multiple secretory metastasis of adenocarcinoma in a patient with a left lower lobe resection. Pneumologia. 2003 Jul-Dec;52(3-4):200-5.
- Cordoș I, Marinescu C, Paleru C, Saon C, Matache R, Orghidan M, Codreș M, Vilău G. Multi-level digestive stenosis: of the lower esophagus and postbulbar duodenum--a surgical solution. Case report. Pneumologia. 2006 Jan-Mar;55(1):24-7.